# Méliphage à long bec
Melilestes megarhynchus
Genre
Espèce
Statut de conservation UICN

 LC  : Préoccupation mineure
Le Méliphage à long bec (Melilestes megarhynchus) est une espèce de passereaux de la famille des Meliphagidae. C'est la seule espèce du genre Melilestes.

## Répartition
Il vit en Nouvelle-Guinée.

## Habitat
Il vit dans les forêts humides tropicales et subtropicales.

## Sous-espèces
D'après Alan P. Peterson, 3 sous-espèces ont été décrites :
- Melilestes megarhynchus megarhynchus (Gray,GR) 1858
- Melilestes megarhynchus stresemanni Hartert 1930
- Melilestes megarhynchus vagans (Bernstein) 1864